# Chamaecereus stilowianus
Chamaecereus stilowianus es una especie de planta suculenta perteneciente al género Chamaecereus, dentro de la familia Cactaceae. Es endémica del noroeste de Argentina, concretamente de la provincia de Tucumán.

## Descripción
Chamaecereus stilowianus es una especie de cactus que suele crecer de forma individual o formando grupos. Los tallos son esféricos, alcanzan un diámetro de 1,5 a 3 cm y tienen una gran raíz pivotante.   
Las flores tienen forma de embudo y son de color rojo. Miden hasta 3 cm de largo y alcanzan el mismo diámetro.

## Distribución y hábitat
El área de distribución nativa de esta especie es el noroeste de Argentina (concretamente en la provincia de Tucumán) y crece principalmente en biomas desérticos o de matorrales secos.

## Taxonomía
La primera descripción de esta especie fue como Lobivia stilowiana, publicada en 1949 por el botánico alemán Curt Backeberg en la revista científica Sukkulentenkunde. Jahrbücher der Schweizerischen Kakteen-Gesellschaft 3: 31.
Más tarde, el botánico alemán Boris O. Schlumpberger trasladó la especie al género Chamaecereus, por lo que pasó a llamarse Chamaecereus stilowianus. Registró estos cambios en la revista científica Cactaceae Systematics Initiatives 28: 29, publicada en 2012.
Etimología
- Chamaecereus: nombre genérico que deriva de la palabra griega chamai (que significa 'en el suelo', 'pequeño' o 'enano'), y la palabra latina cereus (que se traduce como 'vela' o 'cirio'), haciendo alusión a su forma alargada perfectamente recta. Por tanto se puede traducir como 'cactus alargados que crecen muy cerca del suelo o de pequeño tamaño'.[4]
- stilowianus: epíteto específico otorgado en honor al coleccionista de cactus mexicano y profesor Stilow.[5]

## Usos
Se cultiva principalmente como planta ornamental y su propagación se realiza a través de esquejes o semillas.

## Galería

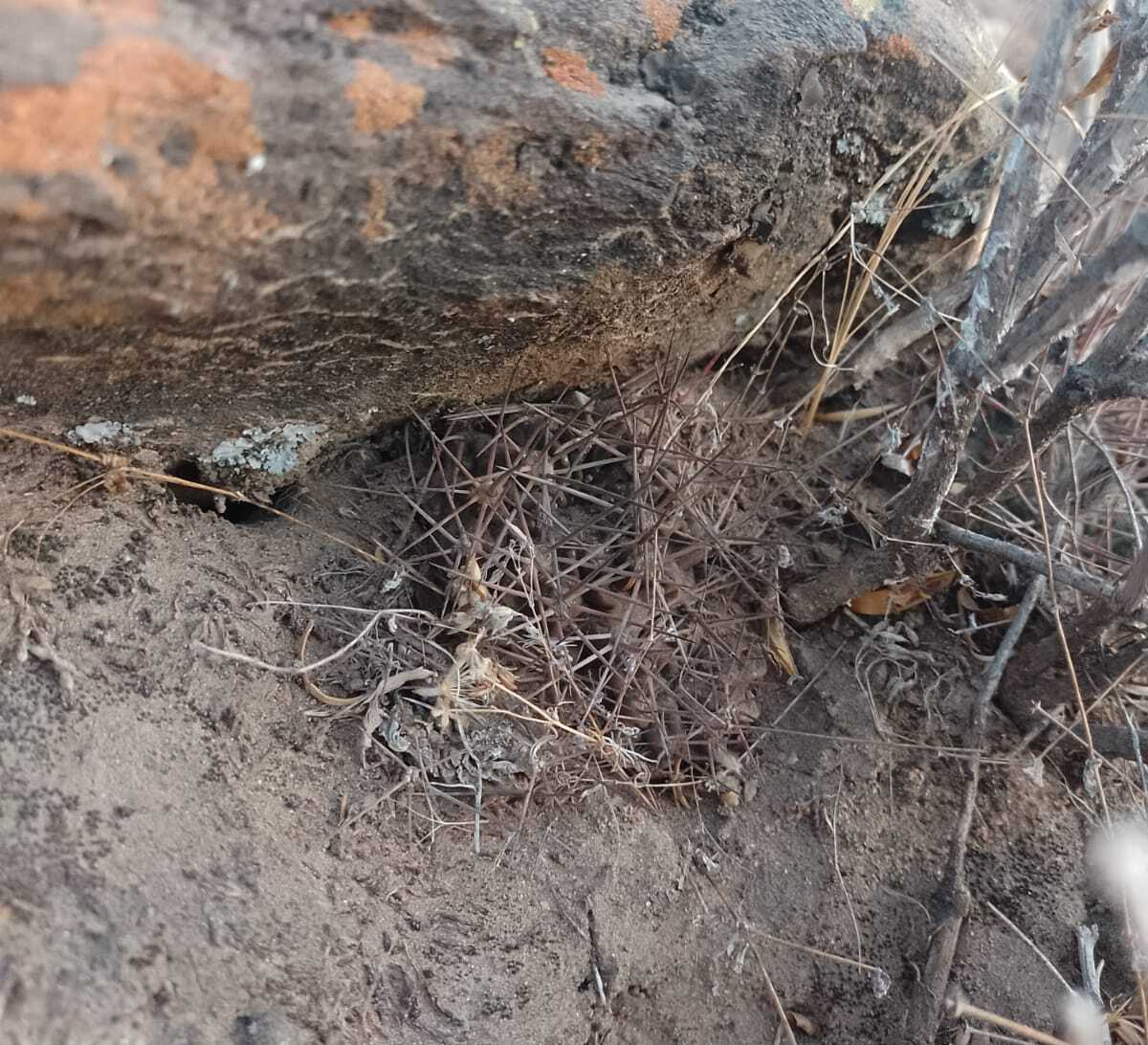
Planta en su hábitat
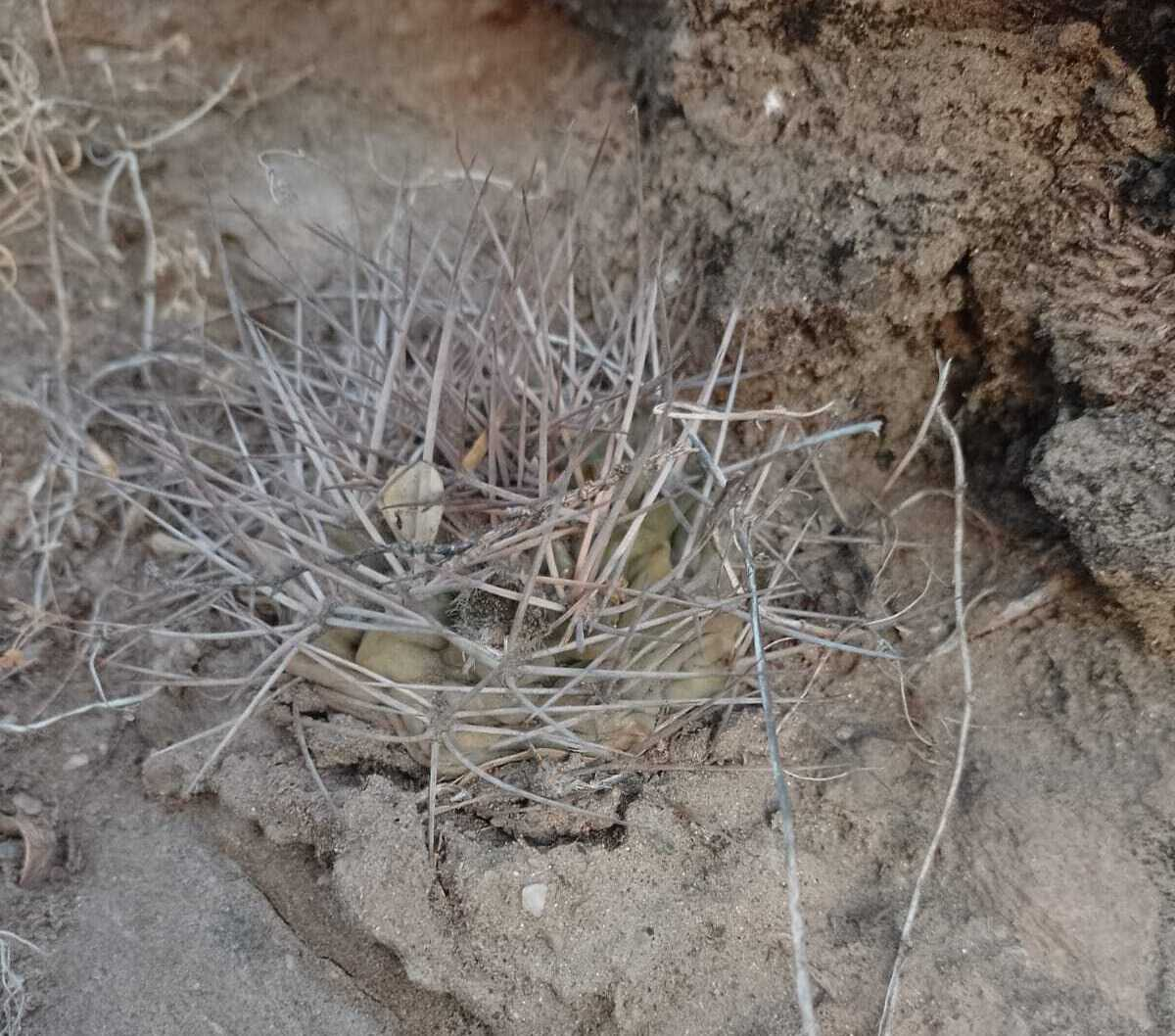
Planta con el tallo semienterrado
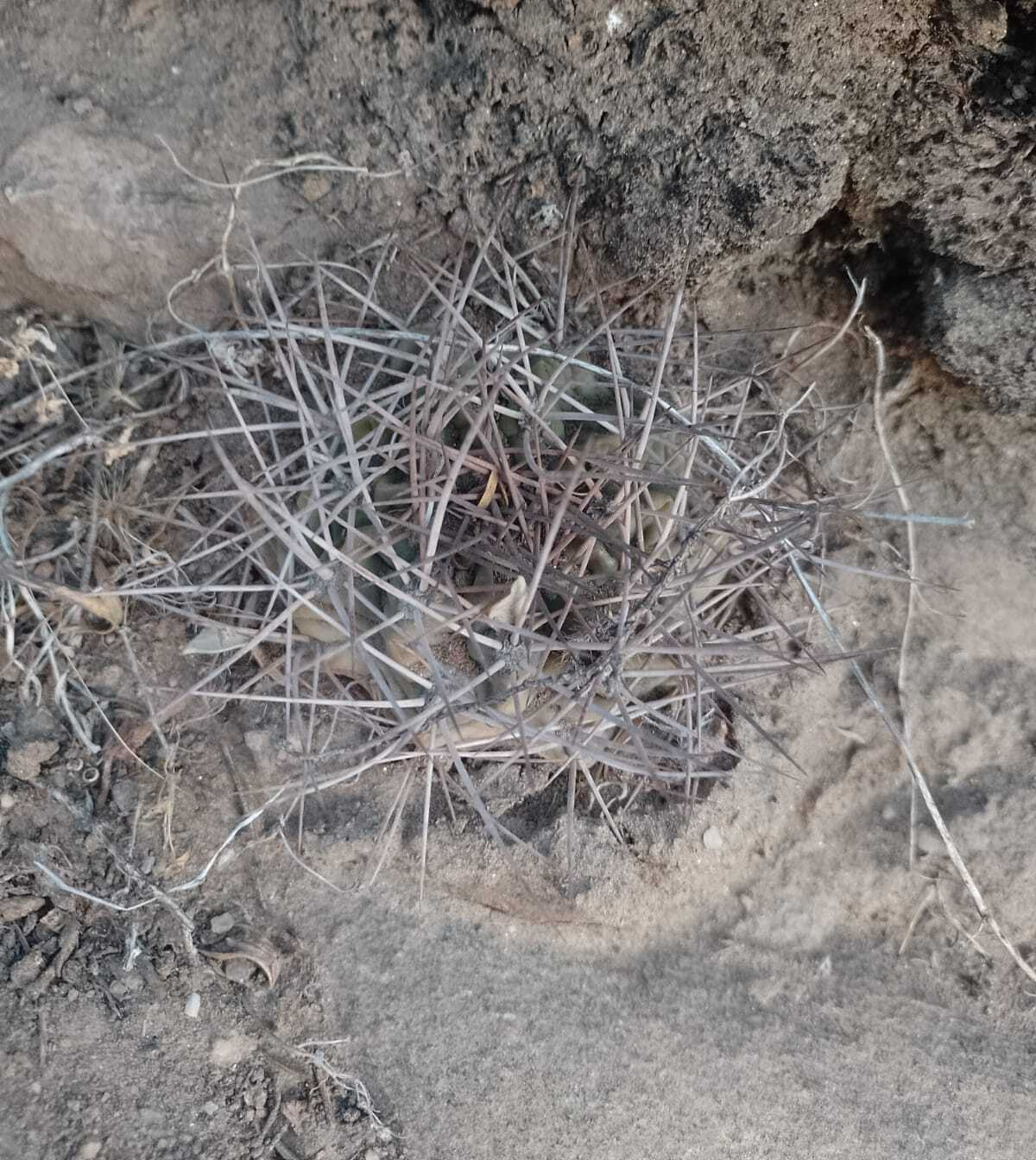
Porte de la planta
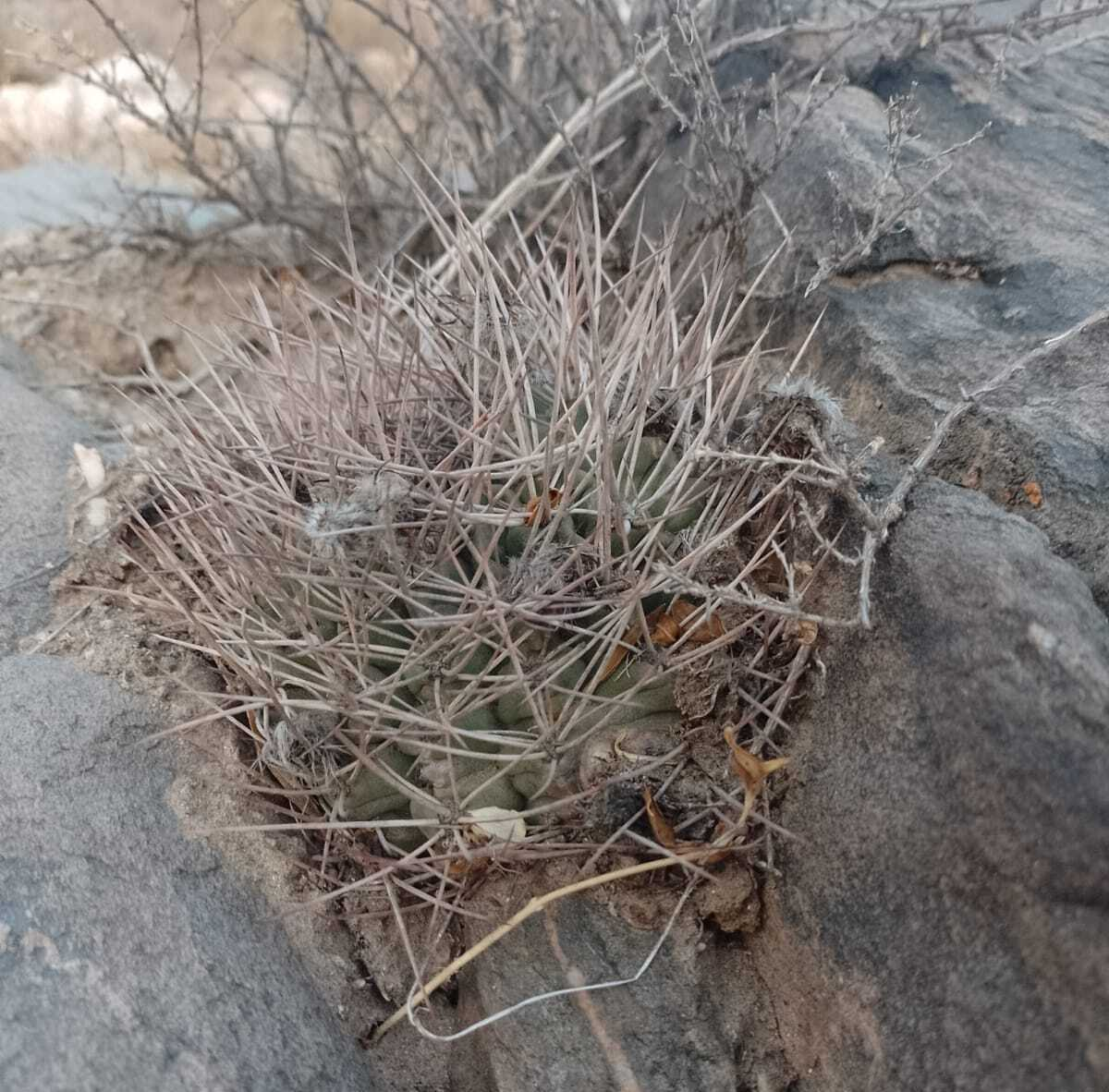
Planta creciendo entre rocas
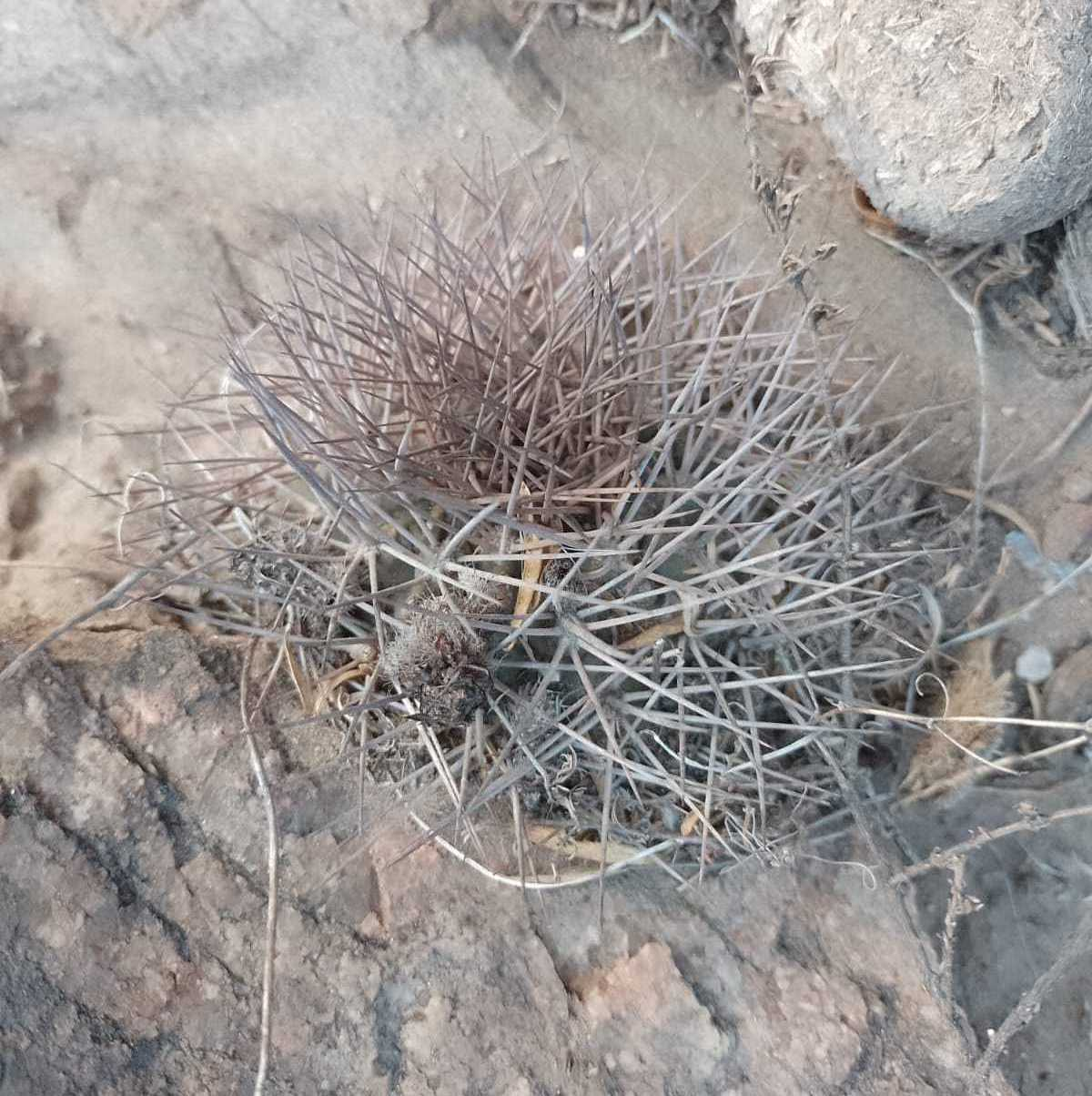
Planta en su hábitat